# Jamestown (Tennessee)
Jamestown – miasto w Stanach Zjednoczonych, w stanie Tennessee, siedziba administracyjna hrabstwa Fentress.